# Open Barletta 2002
L'Open Barletta 2002 è stato un torneo di tennis facente parte della categoria ATP Challenger Series nell'ambito dell'ATP Challenger Series 2002. Il torneo si è giocato a Barletta in Italia dal 25 al 31 marzo 2002 su campi in terra rossa.

## Vincitori

### Singolare
Sergi Bruguera ha battuto in finale  Renzo Furlan con il punteggio di 3–6, 7–6(5), 7–6(5)

### Doppio
Massimo Bertolini /  Cristian Brandi hanno battuto in finale  Renzo Furlan /  Uros Vico con il punteggio di 4–6, 6–3, 7–6(4)